# П'єр Ріко де Тірргей
П'єр Ріко де Тірргей (фр. Pierre Ricaud de Tirregaille; 1725 — після 1772) — французький інженер і архітектор доби рококо. У 1752 році, або дещо раніше, прибув з Іспанії до Варшави, де оселився та створив сім'ю. Від 29 серпня 1752 року — поручник пішого полку гетьмана військ коронних Яна Клеменса Браніцького. Від 1753 року — капітан. В осінньо-літній період 1753–1757 років працював при спорудженні резиденції Я. К. Браніцького в Білостоку. При цьому, ймовірно, мав невідомі нині замовлення у Варшаві. У 1752–1754 роках навчав одного з архітекторів, зайнятих при роботах у Білостоку. 1762 року видав докладну мапу Варшави, яка вперше базувалась на обмірах. Протягом 1757–1760 років проживав у Львові, виконав ряд проектів магнатських резиденцій Львівщини. Працював на території Польщі до 1763 року.
Гостро критикував останню фазу робіт під час спорудження Бернардом Меретином собору святого Юра. Зачеплений за живе як провідний львівський архітектор, 3 листопада 1756 року Меретин вніс до міського суду маніфестацію, в котрій відкидав несправедливу критику, попереджав про початок судового процесу. Епілог цієї справи, яка ледь не примусила єпископа Лева Шептицького 14 листопада 1754 року розірвати з ним контракт, невідомий; мусіла вона дуже негативно вплинути на здоров'я Меретина.
Відомі роботи
- Гідроспоруди резиденції Браніцьких у Білостоку (1753–1757). Зокрема роботи з упорядкування ставів, будівництво машини для помпування води, фонтани. Зробив детальні рисунки саду при палаці.
- Ймовірно перебудував палац Бесядецьких у Львові (1756).
- Проект палацу Чацького—Фелінського на Галицькому передмісті Львова за Єзуїтською хвірткою (1758, не зберігся).
- Палац і сад Францішка Салезія Потоцького у Кристинополі (нині Шептицький) у 1757–1760 роках.
- Володимир Вуйцик припускав, що автором первинного проєкту львівського палацу греко-католицьких митрополитів також міг бути Ріко де Тіррґай, а не Клеменс Фесінґер[3].
- Палац у Переспі (на думку В. Вуйцика, був автором[3], однак Єжи Ковальчик тільки припускав таку можливість[4]).
- Перебудова палацу Мнішеків у Варшаві (до 1768).
- Єжи Ковальчик вважав, що де Тіррґай близько 1759 року опрацював проєкт модернізації палацу для надвірного ловчого Антонія Бельського поблизу Галицької брами Львова[4]. Орест Лильо стверджує, що він керував будівництвом цього палацу, розташованого на Галицькому передмісті Львова[5].